# Foro Socialdemocratico Istriano
Il Foro Socialdemocratico Istriano - FSDI (in croato: Istarski Socijaldemokratski Forum - ISDF) è un partito politico croato fondato nel 1996 da Luciano Delbianco, allora presidente della Regione Istriana, in seguito ad una scissione dalla Dieta Democratica Istriana; era originariamente designato con la denominazione di Foro Democratico Istriano - FDI (Istarski Demokratski Forum - IDF).

## Storia
Nel 1997 si è presentato alle elezioni comunali di Verteneglio, Umago, Visignano, Lisignano, Dignano e Pola ottenendo alcuni seggi.
Il 17 ottobre 1998 forma con altri partiti regionalisti croati il Blocco regionale croato.
Alle elezioni del 2001 forma la giunta ottenendo 6 seggi all'Assemblea Istriana, nel 2003 ottiene un membro nel consiglio di comunale di Cittanova.
L'attuale presidente è Livio Bolković, alle elezioni si presenta spesso alleato del Partito Socialdemocratico di Croazia.